# Blanch (Carolina del Norte)
Blanch (anteriormente, Blanche) es un área no incorporada ubicada del condado de Caswell  en el estado estadounidense de Carolina del Norte.